# Geocharis quartaui
Geocharis quartaui – gatunek chrząszcza z rodziny biegaczowatych i podrodziny Trechinae.

## Taksonomia
Gatunek ten został opisany w 2004 roku przez Artura R. M. Serrano i Carlosa A. S. Aguiara na podstawie 9 okazów odłowionych w latach 2002-2003 w Carvalhal w gminie Alcobaça. Epitet gatunkowy został nadany na cześć profesora Joségo Alberto Quartau.

## Opis
Chrząszcz bezoki i bezskrzydły. Ciało długości od 1,8 do 2,1 mm, spłaszczone grzbietobrzusznie, brązowe. Oskórek z silnie zaznaczoną siateczką mikrorzeźby i cienkim owłosieniem, zwłaszcza na przedpleczu i pokrywach. Przedplecze płaskie, mocno sercowate i o przedniej krawędzi prawie prostej, a tylnej nieco do wewnątrz łukowatej. Górna powierzchnia przedplecza wgłębiona między dołkami przypodstawowoymi. Pokrywy o górnej powierzchni (dysku) silnie punktowanym i z dwiema parami szczecinek: przednią i tylną. Na pokrywach brak rzędów. Samce mają przednie stopy o pierwszym członie rozszerzonym, a tylne uda z zębem środkowym na wewnętrznej krawędzi. Edeagus nieco łukowaty, przed wierzchołkiem powiększony, a na wierzchołku zaokrąglony. Tylne apofizy jego płata nasadowego wystające. W woreczku wewnętrznym obecne zakręcone skleryty. Paramera lewa opatrzona dwiema szczecinami wierzchołkowymi i o rozwiniętej krawędzi grzbietowo-nasadowej. 
Obecnością zęba na wewnętrznej krawędzi tylnych ud gatunek nawiązuje do G. juncoi, G. cordubensis, G. leoni, G. grandolensis, G. saldanhai, G. portalegrensis, G. boieiroi, G. sacarraoi, G. estremozensis oraz G. fermini.

## Rozprzestrzenienie
Gatunek palearktyczny, endemiczny dla Portugalii. Znany wyłącznie z Serras de Aire e Candeeiro.